# Maigonis Valdmanis
Maigonis Valdmanis (født 8. september 1933 i Riga, Letland, død 30. oktober 1999 i Roja) var en sovjetisk basketballspiller, som deltog i flere tre olympiske lege.

## Basketballkarriere
Valdmanis spillede for ASK Riga.
Han var første gang med til OL i 1952 i Helsinki, hvor han med Sovjetunionen var med til at vinde den indledende pulje, mens de i gruppen i anden runde blev besejret af USA, men stadig blev nummer to. De spillede derfor semifinale, som de vandt snævert over Uruguay, og dermed var de i finalen. Her stod de igen over for USA, og her havde Sovjetunionen held til at holde scoren nede, men USA var i den sidste ende bedst og sejrede med cifrene 36-25. Valdmanis spillede ved disse lege kun én kamp, hvor han scorede 6 point.
Han var igen med ved OL 1956 i Melbourne, hvor Sovjetunionen blev nummer to i indledende runde efter nederlag til Frankrig og nummer to i puljen i anden runde efter USA. De kom så i semifinalen, hvor de fik revanche mod Frankrig og kvalificerede sig til finalen. Her blev det til endnu et stort nederlag til USA, så guld og sølv blev fordelt på samme måde som fire år forinden, mens Uruguay fik bronze. Valdmanis spillede denne gang alle otte kampe og scorede 48 point.
Valdmanis var med til at blive europamester i 1957 og 1959, og han var for tredje gang med til OL i 1960 i Rom. Her blev holdet nummer to i sin indledende pulje og gik dermed videre til semifinalerunden, hvor det igen blev nummer to efter at have tabt til USA, der vandt puljen. I finalerunden var USA fortsat urørlige og sikrede sig guldet, mens Sovjetunionen med sejre over Brasilien og Italien for tredje OL i træk sikrede sig sølv og Brasilien bronze. Valdmanis spillede igen alle kampe og scorede 60 point.
Hans sidste store internationale resultat kom, da han var med til at blive europamester i for tredje gang i 1961.

## OL-medaljer
- 1952  Helsinki –  Sølv i basketball  URS
- 1956  Melbourne –  Sølv i basketball  URS
- 1960  Rom –  Sølv i basketball  URS